# Ausztrália az 1988. évi nyári olimpiai játékokon
Ausztrália a dél-koreai Szöulban megrendezett 1988. évi nyári olimpiai játékok egyik részt vevő nemzete volt. Az országot az olimpián 24 sportágban 255 sportoló képviselte, akik összesen 14 érmet szereztek.

## Érmesek
| Érem  | Versenyző | Sportág      | Versenyszám                |
| ----- | --- | ------------ | -------------------------- |
| Arany | Debbie Flintoff-King | Atlétika     | Női 400 m gát              |
| Arany | Nemzeti válogatott Kathleen Partridge Elspeth Clement Liane Tooth Loretta Dorman Lorraine Hillas Michelle Capes-Hager Sandra Pisani Debbie Bowman-Sullivan Lee Capes Kim Small Sally Carbon Jackie Pereira Tracey Belbin Rechelle Hawkes Sharon Buchanan-Patmore Maree Fish | Gyeplabda    | Női                        |
| Arany | Duncan Armstrong | Úszás        | Férfi 200 m gyors          |
| Ezüst | Lisa Martin-Ondieki | Atlétika     | Női maraton                |
| Ezüst | Grant Davies | Kajak-kenu   | Férfi kajak egyes 1000 m   |
| Ezüst | Martin Vinnicombe | Kerékpározás | Férfi egyéni időfutam      |
| Ezüst | Dean Woods | Kerékpározás | Férfi egyéni üldözőverseny |
| Ezüst | Grahame Cheney | Ökölvívás    | Kisváltósúly               |
| Ezüst | Duncan Armstrong | Úszás        | Férfi 400 m gyors          |
| Bronz | Julie M. McDonald | Úszás        | Női 800 m gyors            |
| Bronz | Peter Foster Kelvin Graham | Kajak-kenu   | Férfi kajak kettes 1000 m  |
| Bronz | Gary Neiwand | Kerékpározás | Férfi egyéni sprint        |
| Bronz | Brett Dutton Wayne McCarney Stephen McGlede Dean Woods Scott McGrory | Kerékpározás | Férfi csapat üldözőverseny |
| Bronz | Liz Smylie Wendy Turnbull | Tenisz       | Női páros                  |

## Asztalitenisz
Férfi
| Versenyző   | Versenyszám | Csoportkör | Csoportkör | Nyolcaddöntő      | Negyeddöntő       | Elődöntő          | Döntő             | Helyezés |
| Versenyző   | Versenyszám | Ellenfél Eredmény | Hely.      | Ellenfél Eredmény | Ellenfél Eredmény | Ellenfél Eredmény | Ellenfél Eredmény | Helyezés |
| ----------- | ----------- | --- | ---------- | ----------------- | ----------------- | ----------------- | ----------------- | -------- |
| Gary Haberl | Egyes       | D csoport · Jörg Roßkopf (FRG) · 1:3 · Mijazaki Josihito (JPN) · 0:3 · Atanda Musa (NGR) · 1:3 · Francisco López (VEN) · 3:0 · Sujay Ghorpade (IND) · 3:2 · Andrzej Grubba (POL) · 1:3 · Zoran Primorac (YUG) · 0:3 | 6.         | kiesett           | kiesett           | kiesett           | kiesett           | 41.      |

Női
| Versenyző                  | Versenyszám | Csoportkör | Csoportkör | Nyolcaddöntő      | Negyeddöntő       | Elődöntő          | Döntő             | Helyezés |
| Versenyző                  | Versenyszám | Ellenfél Eredmény | Hely.      | Ellenfél Eredmény | Ellenfél Eredmény | Ellenfél Eredmény | Ellenfél Eredmény | Helyezés |
| -------------------------- | ----------- | --- | ---------- | ----------------- | ----------------- | ----------------- | ----------------- | -------- |
| Kerri Tepper               | Egyes       | D csoport · Isida Kijomi (JPN) · 1:3 · Patricia Offel (GHA) · 3:1 · Lau Wai Cheng (MAS) · 3:0 · Li Huj-fen (Li Huifen) (CHN) · 0:3 · Mók Khá-szá (Mok Ka Sha) (HKG) · 0:3 | 4.         | kiesett           | kiesett           | kiesett           | kiesett           | 25.      |
| Nadia Bisiach              | Egyes       | C csoport · Valentyina Popova (URS) · 0:3 · Ucsijama Kjóko (JPN) · 0:3 · Insook Bhushan (USA) · 0:3 · Feiza Ben Aïssa (TUN) · 3:0 · Csen Csing (Chen Jing) (CHN) · 0:3 | 5.         | kiesett           | kiesett           | kiesett           | kiesett           | 33.      |
| Kerri Tepper Nadia Bisiach | Páros       | A csoport · Dél-Korea (KOR) · Hjon Dzsonghva (Hyeon Jeong-Hwa) · Jang Jongdzsa (Yang Yeong-Ja) · 0:2 · Tajvan (TPE) · Csang Hsziu-jü (Chang Hsiu-Yu) · Lin Li-zsu (Lin Li-Ju) · 0:2 · Szovjetunió (URS) · Flyura Bulatova-Abbate · Olena Kovtun · 0:2 · Hongkong (HKG) · Höü Szou-hung (Hui So Hung) · Mók Khá-szá (Mok Ka Sha) · 2:1 · Jugoszlávia (YUG) · Gordana Perkučin · Jasna Fazlić-Reed · 0:2 · Nigéria (NGR) · Iyabo Akanmu · Kuburat Owolabi · 0:2 · Magyarország (HUN) · Bátorfi Csilla · Urbán Edit · 1:2 | 8.         |                   | kiesett           | kiesett           | kiesett           | 15.      |

## Atlétika
Férfi
| Versenyző                                                         | Versenyszám     | Előfutam      | Előfutam      | Előfutam      | Negyeddöntő | Negyeddöntő | Negyeddöntő | Elődöntő | Elődöntő | Elődöntő | Döntő   | Döntő    |
| Versenyző                                                         | Versenyszám     | Idő           | Hely.         | Össz.         | Idő         | Hely.       | Össz.       | Idő      | Hely.    | Össz.    | Idő     | Helyezés |
| ----------------------------------------------------------------- | --------------- | ------------- | ------------- | ------------- | ----------- | ----------- | ----------- | -------- | -------- | -------- | ------- | -------- |
| Mark Garner                                                       | 200 m           | 21,09         | 2.            | 22.*          | 21,08       | 5.          | 27.         | kiesett  | kiesett  | kiesett  | kiesett | kiesett  |
| Darren Clark                                                      | 400 m           | 45,93         | 1.            | 8.            | 44,96       | 2.          | 5.          | 44,38    | 3.       | 4.       | 44,55   | 4.       |
| Miles Murphy                                                      | 400 m           | 46,38         | 2.            | 22.           | 45,93       | 6.          | 23.         | kiesett  | kiesett  | kiesett  | kiesett | kiesett  |
| Rob Stone                                                         | 400 m           | 46,52         | 2.            | 24.           | 46,04       | 8.          | 25.         | kiesett  | kiesett  | kiesett  | kiesett | kiesett  |
| Pat Scammell                                                      | 1500 m          | 3:45,21       | 10.           | 35.           |             |             |             | kiesett  | kiesett  | kiesett  | kiesett | kiesett  |
| Andrew Lloyd                                                      | 5000 m          | 13:47,87      | 3.            | 17.           |             |             |             | 13:42,49 | 12.      | 24.      | kiesett | kiesett  |
| Andrew Lloyd                                                      | 10 000 m        | nem ért célba | nem ért célba | nem ért célba |             |             |             |          |          |          | kiesett | kiesett  |
| Steve Moneghetti                                                  | Maraton         |               |               |               |             |             |             |          |          |          | 2:11:49 | 5.       |
| Rob de Castella                                                   | Maraton         |               |               |               |             |             |             |          |          |          | 2:13:07 | 8.       |
| Brad Camp                                                         | Maraton         |               |               |               |             |             |             |          |          |          | 2:23:49 | 41.      |
| Leigh Miller                                                      | 400 m gát       | 50,53         | 4.            | 21.           |             |             |             | kiesett  | kiesett  | kiesett  | kiesett | kiesett  |
| Simon Baker                                                       | 20 km gyaloglás |               |               |               |             |             |             |          |          |          | 1:21:47 | 11.      |
| Simon Baker                                                       | 50 km gyaloglás |               |               |               |             |             |             |          |          |          | 3:44:07 | 6.       |
| Andrew Jachno                                                     | 50 km gyaloglás |               |               |               |             |             |             |          |          |          | 3:53:23 | 19.      |
| Andrew Jachno                                                     | 20 km gyaloglás |               |               |               |             |             |             |          |          |          | 1:24:52 | 28.      |
| Robert Ballard Mark Garner Miles Murphy Darren Clark Leigh Miller | 4 × 400 m váltó | 3:05,93       | 4.            | 8.            |             |             |             | 3:06,63  | 4.       | 10.      | 3:02,49 | 6.       |

| Versenyző       | Versenyszám   | Selejtező | Selejtező | Döntő    | Döntő    |
| Versenyző       | Versenyszám   | Eredmény  | Helyezés  | Eredmény | Helyezés |
| --------------- | ------------- | --------- | --------- | -------- | -------- |
| Dave Culbert    | Távolugrás    | 764 cm    | 20.       | kiesett  | kiesett  |
| Werner Reiterer | Diszkoszvetés | 59,78 m   | 15.       | kiesett  | kiesett  |

| Versenyző     | Versenyszám | 100 m | 100 m | Távolugrás | Távolugrás | Súlylökés | Súlylökés | Magasugrás | Magasugrás | 400 m | 400 m | 110 m gát | 110 m gát | Diszkoszvetés | Diszkoszvetés | Rúdugrás | Rúdugrás | Gerelyhajítás | Gerelyhajítás | 1500 m  | 1500 m | Végeredmény | Végeredmény |
| Versenyző     | Versenyszám | Idő   | Pont  | Eredmény   | Pont       | Eredmény  | Pont      | Eredmény   | Pont       | Idő   | Pont  | Idő       | Pont      | Eredmény      | Pont          | Eredmény | Pont     | Eredmény      | Pont          | Idő     | Pont   | Pont        | Helyezés    |
| ------------- | ----------- | ----- | ----- | ---------- | ---------- | --------- | --------- | ---------- | ---------- | ----- | ----- | --------- | --------- | ------------- | ------------- | -------- | -------- | ------------- | ------------- | ------- | ------ | ----------- | ----------- |
| Simon Shirley | Tízpróba    | 11,03 | 854   | 745 cm     | 922        | 14,20 m   | 741       | 197 cm     | 776        | 48,84 | 869   | 15,44     | 797       | 41,68 m       | 699           | 470 cm   | 819      | 64,00 m       | 798           | 4:27,48 | 761    | 8036        | 15.         |

Női
| Versenyző              | Versenyszám | Előfutam | Előfutam | Előfutam | Negyeddöntő      | Negyeddöntő      | Negyeddöntő      | Elődöntő | Elődöntő | Elődöntő | Döntő    | Döntő    |
| Versenyző              | Versenyszám | Idő      | Hely.    | Össz.    | Idő              | Hely.            | Össz.            | Idő      | Hely.    | Össz.    | Idő      | Helyezés |
| ---------------------- | ----------- | -------- | -------- | -------- | ---------------- | ---------------- | ---------------- | -------- | -------- | -------- | -------- | -------- |
| Kerry Johnson          | 100 m       | 11,44    | 2.       | 22.      | 11,42            | 6.               | 24.              | kiesett  | kiesett  | kiesett  | kiesett  | kiesett  |
| Kerry Johnson          | 200 m       | 23,20    | 3.       | 17.      | 23,01            | 5.               | 18.              | kiesett  | kiesett  | kiesett  | kiesett  | kiesett  |
| Maree Holland          | 400 m       | 52,29    | 2.       | 9.       | 50,90            | 1.               | 2.               | 50,24    | 3.       | 8.       | 51,25    | 8.       |
| Jackie Perkins         | 3000 m      | 9:01,82  | 10.      | 22.      |                  |                  |                  |          |          |          | kiesett  | kiesett  |
| Carolyn Schuwalow      | 10 000 m    | 32:10,05 | 11.      | 11.      |                  |                  |                  |          |          |          | 32:45,07 | 17.      |
| Jackie Perkins         | 10 000 m    | 33:45,22 | 14.      | 31.      |                  |                  |                  |          |          |          | kiesett  | kiesett  |
| Lisa Martin-Ondieki    | Maraton     |          |          |          |                  |                  |                  |          |          |          | 2:25:53  |          |
| Jane Flemming          | 100 m gát   | 13,53    | 5.       | 22.      | nem állt rajthoz | nem állt rajthoz | nem állt rajthoz | kiesett  | kiesett  | kiesett  | kiesett  | kiesett  |
| Debbie Flintoff-King   | 400 m gát   | 54,99    | 1.       | 3.       |                  |                  |                  | 54,00    | 1.       | 1.       | 53,17    |          |
| Jenny Laurendet        | 400 m gát   | 56,44    | 4.       | 21.      |                  |                  |                  | kiesett  | kiesett  | kiesett  | kiesett  | kiesett  |
| Sally Hamilton-Fleming | 400 m gát   | 56,08    | 4.       | 16.      |                  |                  |                  | kiesett  | kiesett  | kiesett  | kiesett  | kiesett  |

| Versenyző              | Versenyszám | Selejtező | Selejtező | Döntő    | Döntő    |
| Versenyző              | Versenyszám | Eredmény  | Helyezés  | Eredmény | Helyezés |
| ---------------------- | ----------- | --------- | --------- | -------- | -------- |
| Chris Annison-Stanton  | Magasugrás  | 192 cm    | 11.*      | 193 cm   | 7.       |
| Vanessa Browne         | Magasugrás  | 190 cm    | 14.       | kiesett  | kiesett  |
| Nicole Boegman-Staines | Távolugrás  | 672 cm    | 6.*       | 673 cm   | 5.       |

| Versenyző     | Versenyszám | 100 m gát | 100 m gát | Magasugrás | Magasugrás | Súlylökés | Súlylökés | 200 m | 200 m | Távolugrás | Távolugrás | Gerelyhajítás | Gerelyhajítás | 800 m   | 800 m | Végeredmény | Végeredmény |
| Versenyző     | Versenyszám | Idő       | Pont      | Eredmény   | Pont       | Eredmény  | Pont      | Idő   | Pont  | Eredmény   | Pont       | Eredmény      | Pont          | Idő     | Pont  | Pont        | Helyezés    |
| ------------- | ----------- | --------- | --------- | ---------- | ---------- | --------- | --------- | ----- | ----- | ---------- | ---------- | ------------- | ------------- | ------- | ----- | ----------- | ----------- |
| Jane Flemming | Hétpróba    | 13,38     | 1068      | 180 cm     | 978        | 12,88 m   | 719       | 23,59 | 1020  | 637 cm     | 965        | 40,28 m       | 673           | 2:12,54 | 928   | 6351        | 7.          |

* - egy másik versenyzővel azonos eredményt ért el

## Birkózás
Szabadfogású
| Versenyző    | Versenyszám | Vigaszágas kiesés | Vigaszágas kiesés | Helyosztók        | Helyosztók        | Bronz- mérkőzés   | Döntő             | Helyezés    |
| Versenyző    | Versenyszám | Vigaszágas kiesés | Vigaszágas kiesés | 7. helyért        | 5. helyért        | Bronz- mérkőzés   | Döntő             | Helyezés    |
| Versenyző    | Versenyszám | Ellenfél Eredmény | Hely.             | Ellenfél Eredmény | Ellenfél Eredmény | Ellenfél Eredmény | Ellenfél Eredmény | Helyezés    |
| ------------ | ----------- | --- | ----------------- | ----------------- | ----------------- | ----------------- | ----------------- | ----------- |
| Dan Cumming  | 62 kg       | A csoport · Avirmediin Enkhee (MGL) · 0–16 · Vicente Cáceres (ESP) · 11–5 · Szimeon Sterev (BUL) · kétvállas                                                      | 10.               | kiesett           | kiesett           | kiesett           | kiesett           | helyezetlen |
| Cris Brown   | 68 kg       | B csoport · Daniel Navarrete (ARG) · 13–3 · Fevzi Şeker (TUR) · 3–2 · David McKay (CAN) · 7–1 · Pak Csangszun (Park Jang-Sun) (KOR) · 2–5 · Nate Carr (USA) · 0–6 | 5.                | kiesett           | kiesett           | kiesett           | kiesett           | helyezetlen |
| Wally Koenig | 90 kg       | A csoport · Abdul Majeed (PAK) · kétvállas · Óta Akira (JPN) · kétvállas                                                                                          | 12.               | kiesett           | kiesett           | kiesett           | kiesett           | helyezetlen |

## Cselgáncs
| Versenyző     | Versenyszám | Csoport | Selejtező         | 32-es főtábla                                       | Nyolcaddöntő                        | Negyeddöntő                      | Elődöntő          | Vigaszág nyolcaddöntő | Vigaszág negyeddöntő | Vigaszág elődöntő | Bronz- mérkőzés   | Döntő             | Helyezés |
| Versenyző     | Versenyszám | Csoport | Ellenfél Eredmény | Ellenfél Eredmény                                   | Ellenfél Eredmény                   | Ellenfél Eredmény                | Ellenfél Eredmény | Ellenfél Eredmény     | Ellenfél Eredmény    | Ellenfél Eredmény | Ellenfél Eredmény | Ellenfél Eredmény | Helyezés |
| ------------- | ----------- | ------- | ----------------- | --------------------------------------------------- | ----------------------------------- | -------------------------------- | ----------------- | --------------------- | -------------------- | ----------------- | ----------------- | ----------------- | -------- |
| Warren Rosser | Harmatsúly  | B       | erőnyerő          | Jamsrangiin Dorjderem (MGL) · 0000–1000             | kiesett                             | kiesett                          | kiesett           |                       |                      |                   |                   |                   | 20.      |
| Stewart Brain | Könnyűsúly  | B       | erőnyerő          | Hsziung Feng-san (Xiong Fengshan) (CHN) · 0110–0020 | Federico Vizcarra (MEX) · 0010–0000 | Giorgi Tenadze (URS) · 0000–1000 | kiesett           |                       |                      |                   |                   |                   | 11.      |
| Luis Val      | Váltósúly   | B       | erőnyerő          | Temel Çakıroğlu (TUR) · 0000–0000 (bírói)           | kiesett                             | kiesett                          | kiesett           |                       |                      |                   |                   |                   | 20.      |

## Evezés
Férfi
| Versenyző | Versenyszám              | Előfutam | Előfutam | Vigaszág | Vigaszág | Elődöntő | Elődöntő | Döntő   | Döntő   | Döntő   | Helyezés    |
| Versenyző | Versenyszám              | Idő      | Hely.    | Idő      | Hely.    | Idő      | Hely.    | Típus   | Idő     | Hely.   | Helyezés    |
| --- | ------------------------ | -------- | -------- | -------- | -------- | -------- | -------- | ------- | ------- | ------- | ----------- |
| Hamish McGlashan | Egypárevezős             | 7:25,26  | 1.       | erőnyerő | erőnyerő | 7:03,40  | 2.       | A       | 7:01,43 | 4.      | 4.          |
| Malcolm Batten Sam Patten                                                                                              | Kormányos nélküli kettes | 6:46,79  | 4.       | 7:06,17  | 4.       | kiesett  | kiesett  | kiesett | kiesett | kiesett | helyezetlen |
| Richard Powell Brenton Terrell Paul Reedy Peter Antonie                                                                | Négypárevezős            | 5:50,47  | 2.       | erőnyerő | erőnyerő | 5:55,41  | 3.       | A       | 5:59,15 | 5.      | 5.          |
| James Galloway Hamish McLachlan Andrew Cooper Mike McKay Mark Doyle James Tomkins Ion Popa Stephen Evans Dale Caterson | Nyolcas                  | 5:33,94  | 2.       | 5:37,75  | 2.       |          |          | A       | 5:53,73 | 5.      | 5.          |

## Gyeplabda

### Férfi
| Ausztrál férfi gyeplabdacsapat-játékoskeret                                                                                   | Ausztrál férfi gyeplabdacsapat-játékoskeret                                                                      |
| --- | --- |
| - Craig Davies - Colin Batch - John Bestall - Warren Birmingham - Ric Charlesworth - Andrew Deane - Michael York - Mark Hager | - Jay Stacy - Neil Hawgood - Peter Noel - Graham Reid - Roger Smith - Neil Snowden - David Wansbrough - Ken Wark |

#### Eredmények
Csoportkör
A csoport
| Csapat              | M | Gy | D | V | G+ | G– | Gk  | P  |
| ------------------- | - | -- | - | - | -- | -- | --- | -- |
| Ausztrália (AUS)    | 5 | 5  | 0 | 0 | 19 | 3  | +16 | 10 |
| Hollandia (NED)     | 5 | 3  | 1 | 1 | 12 | 6  | +6  | 7  |
| Pakisztán (PAK)     | 5 | 3  | 0 | 2 | 15 | 8  | +7  | 6  |
| Argentína (ARG)     | 5 | 2  | 0 | 3 | 8  | 12 | –4  | 4  |
| Spanyolország (ESP) | 5 | 1  | 1 | 3 | 6  | 10 | –4  | 3  |
| Kenya (KEN)         | 5 | 0  | 0 | 5 | 5  | 26 | –21 | 0  |

| 1988. szeptember 18. | Ausztrália (AUS) | 7–1 | Kenya (KEN) |  |
| 1988. szeptember 18. | (3–0)            |     |             |  |

| 1988. szeptember 20. | Ausztrália (AUS) | 4–0 | Argentína (ARG) |  |
| 1988. szeptember 20. | (2–0)            |     |                 |  |

| 1988. szeptember 22. | Ausztrália (AUS) | 3–2 | Hollandia (NED) |  |
| 1988. szeptember 22. | (2–0)            |     |                 |  |

| 1988. szeptember 24. | Ausztrália (AUS) | 4–0 | Pakisztán (PAK) |  |
| 1988. szeptember 24. | (4–0)            |     |                 |  |

| 1988. szeptember 26. | Ausztrália (AUS) | 1–0 | Spanyolország (ESP) |  |
| 1988. szeptember 26. | (0–0)            |     |                     |  |

Elődöntő
| 1988. szeptember 28. | Ausztrália (AUS) | 2–3 | Nagy-Britannia (GBR) |  |
| 1988. szeptember 28. | (0–1)            |     |                      |  |

Bronzmérkőzés
| 1988. október 1. | Ausztrália (AUS) | 1–2 | Hollandia (NED) |  |
| 1988. október 1. | (0–1)            |     |                 |  |

| Csapat           | Helyezés |
| ---------------- | -------- |
| Ausztrália (AUS) | 4.       |

### Női
| Ausztrál női gyeplabdacsapat-játékoskeret | Ausztrál női gyeplabdacsapat-játékoskeret                                                                                        |
| --- | --- |
| - Kathleen Partridge - Elspeth Clement - Liane Tooth - Loretta Dorman - Lorraine Hillas - Michelle Capes-Hager - Sandra Pisani - Debbie Bowman-Sullivan | - Lee Capes - Kim Small - Sally Carbon - Jackie Pereira - Tracey Belbin - Rechelle Hawkes - Sharon Buchanan-Patmore - Maree Fish |

#### Eredmények
Csoportkör
B csoport
| Csapat           | M | Gy | D | V | G+ | G– | Gk | P |
| ---------------- | - | -- | - | - | -- | -- | -- | - |
| Dél-Korea (KOR)  | 3 | 2  | 1 | 0 | 12 | 7  | +5 | 5 |
| Ausztrália (AUS) | 3 | 1  | 2 | 0 | 7  | 6  | +1 | 4 |
| NSZK (FRG)       | 3 | 1  | 0 | 2 | 3  | 6  | –3 | 2 |
| Kanada (CAN)     | 3 | 0  | 1 | 2 | 3  | 6  | –3 | 1 |

| 1988. szeptember 21. | Ausztrália (AUS) | 1–1 | Kanada (CAN) |  |
| 1988. szeptember 21. | (0–1)            |     |              |  |

| 1988. szeptember 23. | Ausztrália (AUS) | 1–0 | NSZK (FRG) |  |
| 1988. szeptember 23. | (0–0)            |     |            |  |

| 1988. szeptember 25. | Ausztrália (AUS) | 5–5 | Dél-Korea (KOR) |  |
| 1988. szeptember 25. | (4–3)            |     |                 |  |

Elődöntő
| 1988. szeptember 27. | Hollandia (NED) | 2–3 | Ausztrália (AUS) |  |
| 1988. szeptember 27. | (1–1)           |     |                  |  |

Döntő
| 1988. szeptember 30. | Ausztrália (AUS) | 2–0 | Dél-Korea (KOR) |  |
| 1988. szeptember 30. | (0–0)            |     |                 |  |

| Csapat           | Helyezés |
| ---------------- | -------- |
| Ausztrália (AUS) |          |

## Íjászat
Férfi
| Versenyző                                         | Versenyszám | Selejtező | Selejtező | Nyolcaddöntő | Nyolcaddöntő | Negyeddöntő | Negyeddöntő | Elődöntő | Elődöntő | Döntő   | Döntő    |
| Versenyző                                         | Versenyszám | Pont      | Hely.     | Pont         | Hely.        | Pont        | Hely.       | Pont     | Hely.    | Pont    | Helyezés |
| ------------------------------------------------- | ----------- | --------- | --------- | ------------ | ------------ | ----------- | ----------- | -------- | -------- | ------- | -------- |
| Simon Fairweather                                 | Egyéni      | 1276      | 11.       | 322          | 3.           | 316         | 16.         | kiesett  | kiesett  | kiesett | kiesett  |
| Christopher Blake                                 | Egyéni      | 1228      | 41.       | kiesett      | kiesett      | kiesett     | kiesett     | kiesett  | kiesett  | kiesett | kiesett  |
| Rodney Wagner                                     | Egyéni      | 1184      | 63.       | kiesett      | kiesett      | kiesett     | kiesett     | kiesett  | kiesett  | kiesett | kiesett  |
| Christopher Blake Simon Fairweather Rodney Wagner | Csapat      | 3688      | 13.       |              |              |             |             | kiesett  | kiesett  | kiesett | kiesett  |

## Kajak-kenu
Férfi
| Versenyző                                        | Versenyszám         | Előfutam | Előfutam | Előfutam | Vigaszág | Vigaszág | Vigaszág | Elődöntő | Elődöntő | Elődöntő | Döntő   | Döntő    |
| Versenyző                                        | Versenyszám         | Idő      | Hely.    | Össz.    | Idő      | Hely.    | Össz.    | Idő      | Hely.    | Össz.    | Idő     | Helyezés |
| ------------------------------------------------ | ------------------- | -------- | -------- | -------- | -------- | -------- | -------- | -------- | -------- | -------- | ------- | -------- |
| Martin Hunter                                    | Kajak egyes 500 m   | 1:46,35  | 5.       | 10.      | 1:45,10  | 1.       | 1.       | 1:43,36  | 2.       | 4.       | 1:47,66 | 7.       |
| Grant Davies                                     | Kajak egyes 1000 m  | 3:43,52  | 3.       | 7.       | erőnyerő | erőnyerő | erőnyerő | 3:42,66  | 3.       | 8.       | 3:55,28 |          |
| Peter Foster Kelvin Graham                       | Kajak kettes 500 m  | 1:34,73  | 5.       | 9.       | 1:37,28  | 1.       | 1.       | 1:35,97  | 4.       | 9.       | kiesett | kiesett  |
| Peter Foster Kelvin Graham                       | Kajak kettes 1000 m | 3:25,66  | 2.       | 5.       | erőnyerő | erőnyerő | erőnyerő | 3:26,87  | 2.       | 6.       | 3:33,76 |          |
| Bryan Thomas Steve Wood Grant Kenny Paul Gilmour | Kajak négyes 1000 m | 3:10,32  | 3.       | 12.      | erőnyerő | erőnyerő | erőnyerő | 3:08,52  | 2.       | 3.       | 3:03,70 | 4.       |

## Kerékpározás

### Országúti kerékpározás
Férfi
| Versenyző                                                    | Versenyszám     | Idő                  | Helyezés      |
| ------------------------------------------------------------ | --------------- | -------------------- | ------------- |
| Edward Salas                                                 | Mezőnyverseny   | 4:32:46 (+0:24)      | 6.            |
| Stephen Fairless                                             | Mezőnyverseny   | nem ért célba        | nem ért célba |
| Scott Steward                                                | Mezőnyverseny   | nem ért célba        | nem ért célba |
| Stephen Fairless Bruce Keech Clayton Stevenson Scott Steward | Csapat időfutam | 2:02:24,6 (+04:36,9) | 9.            |

Női
| Versenyző        | Versenyszám   | Idő             | Helyezés |
| ---------------- | ------------- | --------------- | -------- |
| Elizabeth Hepple | Mezőnyverseny | 2:00:52 (+0:00) | 22.      |
| Donna Gould      | Mezőnyverseny | 2:00:52 (+0:00) | 27.      |
| Kathleen Shannon | Mezőnyverseny | 2:00:52 (+0:00) | 29.      |

### Pálya-kerékpározás
Sprintversenyek
| Versenyző     | Versenyszám  | Selejtező | Selejtező | 1. forduló                                               | 1. forduló | Vigaszág                                    | Vigaszág | 2. forduló                                      | 2. forduló | Vigaszág                    | Vigaszág | Negyeddöntő                                      | 5–8. helyért                                                                                            | 5–8. helyért | Elődöntő                          | Döntő                                | Helyezés |
| Versenyző     | Versenyszám  | Idő       | Hely.     | Ellenfelek Győztes idő                                   | Hely.      | Ellenfelek Győztes idő                      | Hely.    | Ellenfelek Győztes idő                          | Hely.      | Ellenfél Győztes idő        | Hely.    | Ellenfél Győztes idő                             | Ellenfelek Győztes idő                                                                                  | Hely.        | Ellenfél Győztes idő              | Ellenfél Győztes idő                 | Helyezés |
| ------------- | ------------ | --------- | --------- | -------------------------------------------------------- | ---------- | ------------------------------------------- | -------- | ----------------------------------------------- | ---------- | --------------------------- | -------- | ------------------------------------------------ | --- | ------------ | --------------------------------- | ------------------------------------ | -------- |
| Gary Neiwand  | Férfi egyéni | 10,563    | 2.        | Nelson Mario Pons (ECU) · Gustavo Faris (ARG) · 11,19    | 1.         |                                             |          | Erik Schoefs (BEL) · Curt Harnett (CAN) · 11,27 | 3.         | Fabrice Colas (FRA) · 11,57 | 1.       | Vratislav Šustr (TCH) · 10,92; 11,37             | |              | Lutz Heßlich (GDR) · 11,12; 10,64 | Eddie Alexander (GBR) · 10,97; 10,88 |          |
| Julie Speight | Női egyéni   | 11,955    | 5.        | Connie Paraskevin-Young (USA) · Beth Tabor (CAN) · 12,11 | 2.         | Kim Dzsinjong (Kim Jin-Yeong) (KOR) · 13,04 | 1.       |                                                 |            |                             |          | Christa Rothenburger-Luding (GDR) · 11,80; 11,63 | Csou Szu-jing (Zhou Suying) (CHN) · Louise Jones (GBR) · Jang Hsziu-csen (Yang Hsiu-Chen) (TPE) · 12,56 | 1.           |                                   |                                      | 5.       |

Időfutam
| Név               | Versenyszám  | Idő      | Helyezés |
| ----------------- | ------------ | -------- | -------- |
| Martin Vinnicombe | Férfi egyéni | 1:04,784 |          |

Üldözőversenyek
| Versenyző                                                            | Versenyszám  | Selejtező | Selejtező | Nyolcaddöntő                    | Nyolcaddöntő | Negyeddöntő                                                                               | Negyeddöntő | Elődöntő                                                                                           | Elődöntő  | Döntő                                                                                          | Döntő     | Helyezés |
| Versenyző                                                            | Versenyszám  | Idő       | Hely.     | Ellenfél Idő                    | Saját idő    | Ellenfél Idő                                                                              | Saját idő   | Ellenfél Idő                                                                                       | Saját idő | Ellenfél Idő                                                                                   | Saját idő | Helyezés |
| -------------------------------------------------------------------- | ------------ | --------- | --------- | ------------------------------- | ------------ | ----------------------------------------------------------------------------------------- | ----------- | -------------------------------------------------------------------------------------------------- | --------- | ---------------------------------------------------------------------------------------------- | --------- | -------- |
| Dean Woods                                                           | Férfi egyéni | 4:35,89   | 4.        | Roman Čermák (TCH) · lekörözték | 4:36,49      | Ryszard Dawidowicz (POL) · 4:39,44                                                        | 4:35,11     | Bernd Dittert (GDR) · 4:39,06                                                                      | 4:35,02   | Gintautas Umaras (URS) · 4:32,00                                                               | 4:35,00   |          |
| Brett Dutton Wayne McCarney Stephen McGlede Dean Woods Scott McGrory | Férfi csapat | 4:16,32   | 2.        |                                 |              | Dánia (DEN) · Peter Clausen · Dan Frost · Jimmi Madsen · Lars Olsen · Ken Frost · 4:25,30 | 4:17,14     | NDK (GDR) · Steffen Blochwitz · Roland Hennig · Carsten Wolf · Dirk Meier · Uwe Preißler · 4:20,65 | 4:27,57   | Franciaország (FRA) · Hervé Dagorné · Pascal Lino · Didier Pasgrimaud · Pascal Potié · 4:22,23 | 4:16,02   |          |

Pontverseny
| Név          | Versenyszám | Selejtező | Selejtező  | Selejtező | Döntő | Döntő      | Döntő    |
| Név          | Versenyszám | Pont      | Körhátrány | Hely.     | Pont  | Körhátrány | Helyezés |
| ------------ | ----------- | --------- | ---------- | --------- | ----- | ---------- | -------- |
| Robert Burns | Férfi       | 24        | -1         | 6.        | 20    | -1         | 4.       |

## Kosárlabda

### Férfi
| Ausztrál férfi kosárlabdacsapat-játékoskeret                                                 | Ausztrál férfi kosárlabdacsapat-játékoskeret                           |
| -------------------------------------------------------------------------------------------- | ---------------------------------------------------------------------- |
| - Andrew Vlahov - Andrew Gaze - Brad Dalton - Damian Keogh - Darryl Pearce - Larry Sengstock | - Luc Longley - Mark Bradtke - Phil Smyth - Ray Borner - Wayne Carroll |

#### Eredmények
Csoportkör
A csoport
| Csapat                          | M | Gy | V | P+  | P–  | Pk  |
| ------------------------------- | - | -- | - | --- | --- | --- |
| Jugoszlávia (YUG)               | 5 | 4  | 1 | 468 | 384 | +84 |
| Szovjetunió (URS)               | 5 | 4  | 1 | 460 | 393 | +67 |
| Ausztrália (AUS)                | 5 | 3  | 2 | 429 | 408 | +21 |
| Puerto Rico (PUR)               | 5 | 3  | 2 | 382 | 387 | –5  |
| Közép-afrikai Köztársaság (CAF) | 5 | 1  | 4 | 346 | 436 | –90 |
| Dél-Korea (KOR)                 | 5 | 0  | 5 | 384 | 461 | –77 |

| 1988. szeptember 18. | Ausztrália (AUS) | 81–77 | Puerto Rico (PUR) |  |
| 1988. szeptember 18. | (50–36)          |       |                   |  |

| 1988. szeptember 20. | Ausztrália (AUS) | 69–91 | Szovjetunió (URS) |  |
| 1988. szeptember 20. | (35–53)          |       |                   |  |

| 1988. szeptember 21. | Ausztrália (AUS) | 106–67 | Közép-afrikai Köztársaság (CAF) |  |
| 1988. szeptember 21. | (57–35)          |        |                                 |  |

| 1988. szeptember 23. | Ausztrália (AUS) | 78–98 | Jugoszlávia (YUG) |  |
| 1988. szeptember 23. | (43–52)          |       |                   |  |

| 1988. szeptember 24. | Ausztrália (AUS) | 95–75 | Dél-Korea (KOR) |  |
| 1988. szeptember 24. | (39–51)          |       |                 |  |

Negyeddöntő
| 1988. szeptember 26. | Spanyolország (ESP) | 74–77 | Ausztrália (AUS) |  |
| 1988. szeptember 26. | (40–41)             |       |                  |  |

Elődöntő
| 1988. szeptember 28. | Ausztrália (AUS) | 70–91 | Jugoszlávia (YUG) |  |
| 1988. szeptember 28. | (31–44)          |       |                   |  |

Bronzmérkőzés
| 1988. szeptember 29. | Ausztrália (AUS) | 49–78 | Egyesült Államok (USA) |  |
| 1988. szeptember 29. | (29–52)          |       |                        |  |

| Csapat           | Helyezés |
| ---------------- | -------- |
| Ausztrália (AUS) | 4.       |

### Női
| Ausztrál női kosárlabdacsapat-játékoskeret                                                        | Ausztrál női kosárlabdacsapat-játékoskeret                                             |
| ------------------------------------------------------------------------------------------------- | -------------------------------------------------------------------------------------- |
| - Debbie Slimmon - Donna Quinn-Brown - Jenny Cheesman - Julie Nykiel - Karen Dalton - Maree White | - Marina Moffa - Michele Timms - Patricia Mickan - Robyn Maher - Shelley Gorman-Sandie |

#### Eredmények
Csoportkör
A csoport
| Csapat            | M | Gy | V | P+  | P–  | Pk  | P |
| ----------------- | - | -- | - | --- | --- | --- | - |
| Ausztrália (AUS)  | 3 | 2  | 1 | 178 | 196 | –18 | 5 |
| Szovjetunió (URS) | 3 | 2  | 1 | 208 | 188 | +20 | 5 |
| Bulgária (BUL)    | 3 | 1  | 2 | 217 | 241 | –24 | 4 |
| Dél-Korea (KOR)   | 3 | 1  | 2 | 244 | 222 | +22 | 4 |

| 1988. szeptember 19. | Ausztrália (AUS) | 55–91 | Dél-Korea (KOR) |  |
| 1988. szeptember 19. | (20–41)          |       |                 |  |

| 1988. szeptember 22. | Ausztrália (AUS) | 63–57 | Bulgária (BUL) |  |
| 1988. szeptember 22. | (31–30)          |       |                |  |

| 1988. szeptember 25. | Ausztrália (AUS) | 60–48 | Szovjetunió (URS) |  |
| 1988. szeptember 25. | (30–30)          |       |                   |  |

Elődöntő
| 1988. szeptember 27. | Ausztrália (AUS) | 56–57 | Jugoszlávia (YUG) |  |
| 1988. szeptember 27. | (30–32)          |       |                   |  |

Bronzmérkőzés
| 1988. szeptember 28. | Ausztrália (AUS) | 53–68 | Szovjetunió (URS) |  |
| 1988. szeptember 28. | (21–32)          |       |                   |  |

| Csapat           | Helyezés |
| ---------------- | -------- |
| Ausztrália (AUS) | 4.       |

## Labdarúgás
| Ausztrál férfi labdarúgócsapat-játékoskeret | Ausztrál férfi labdarúgócsapat-játékoskeret                                                                                   |
| --- | --- |
| - Alan Davidson - Andrew Koczka - Charlie Yankos - David Mitchell - Frank Farina - Gary Van Egmond - Graham Arnold - Graham Jennings - Jeff Olver | - John Kosmina - Mike Petersen - Oscar Crino - Paul Wade - Robert Dunn - Robbie Slater - Scott Ollerenshaw - Vlado Bozinovski |

### Eredmények
Csoportkör
D csoport
| Csapat            | M | Gy | D | V | Rg | Kg | Gk | P |
| ----------------- | - | -- | - | - | -- | -- | -- | - |
| Brazília (BRA)    | 3 | 3  | 0 | 0 | 9  | 1  | +8 | 6 |
| Ausztrália (AUS)  | 3 | 2  | 0 | 1 | 2  | 3  | –1 | 4 |
| Jugoszlávia (YUG) | 3 | 1  | 0 | 2 | 4  | 4  | 0  | 2 |
| Nigéria (NGR)     | 3 | 0  | 0 | 3 | 1  | 8  | –7 | 0 |

| 1988. szeptember 18. 17:00 (UTC+9) |

| Ausztrália (AUS) | 1–0               | Jugoszlávia (YUG) |
| ---------------- | ----------------- | ----------------- |
| Farina 48'       | (0–0) Jegyzőkönyv |                   |

| Gwangju Stadium, Gwangju Nézőszám: 12 000 Játékvezető: Juan Loustau (argentin) |

| 1988. szeptember 20. 19:00 (UTC+9) |

| Ausztrália (AUS) | 0–3               | Brazília (BRA)      |
| ---------------- | ----------------- | ------------------- |
|                  | (0–1) Jegyzőkönyv | Romário 20' 57' 61' |

| Dongdaemun Stadium, Szöul Nézőszám: 15 000 Játékvezető: Karl-Heinz Tritschler (nyugatnémet) |

| 1988. szeptember 22. 19:00 (UTC+9) |

| Ausztrália (AUS) | 1–0               | Nigéria (NGR) |
| ---------------- | ----------------- | ------------- |
| Kosmina 76'      | (0–0) Jegyzőkönyv |               |

| Dongdaemun Stadium, Szöul Nézőszám: 12 800 Játékvezető: Michał Listkiewicz (lengyel) |

Negyeddöntő
| 1988. szeptember 25. 17:00 (UTC+9) |

| Szovjetunió (URS)                                             | 3–0               | Ausztrália (AUS) |
| ------------------------------------------------------------- | ----------------- | ---------------- |
| Dobrovolszkij 50' (11-esből) 54' (11-esből) Mihajlicsenko 62' | (0–0) Jegyzőkönyv |                  |

| Goodeok Stadium, Puszan Nézőszám: 7000 Játékvezető: Juan Daniel Cardellino (uruguayi) |

| Csapat           | Helyezés |
| ---------------- | -------- |
| Ausztrália (AUS) | 5.       |

## Lovaglás
Díjlovaglás
| Versenyző    | Ló        | Versenyszám | Selejtező | Selejtező | Döntő   | Döntő    |
| Versenyző    | Ló        | Versenyszám | Pont      | Hely.     | Pont    | Helyezés |
| ------------ | --------- | ----------- | --------- | --------- | ------- | -------- |
| Erica Taylor | Crown Law | Egyéni      | 1245      | 34.       | kiesett | kiesett  |

Díjugratás
| Versenyző                                            | Ló                 | Versenyszám | Selejtező | Selejtező     | Selejtező     | Selejtező     | Döntő   | Döntő   | Döntő   | Döntő   | Döntő    |
| Versenyző                                            | Ló                 | Versenyszám | 1. kör    | 2. kör        | Össz.         | Össz.         | 1. kör  | 1. kör  | 2. kör  | Össz.   | Össz.    |
| Versenyző                                            | Ló                 | Versenyszám | Pont      | Pont          | Pont          | Hely.         | Pont    | Hely.   | Pont    | Pont    | Helyezés |
| ---------------------------------------------------- | ------------------ | ----------- | --------- | ------------- | ------------- | ------------- | ------- | ------- | ------- | ------- | -------- |
| George Sanna                                         | Schnaps            | Egyéni      | 37,00     | 49,00         | 86,00         | 32.           | 13,25   | 28.     | kiesett | kiesett | kiesett  |
| Rodney Brown                                         | Slinky             | Egyéni      | 55,00     | 40,00         | 95,00         | 25.           | 13,50   | 29.     | kiesett | kiesett | kiesett  |
| Jeff McVean                                          | Furst Whisper Grey | Egyéni      | kizárták  | 45,00         | 45,00         | 53.           | kiesett | kiesett | kiesett | kiesett | kiesett  |
| Gregory McDermott                                    | Mr. Shrimpton      | Egyéni      | 55,00     | nem ért célba | nem ért célba | nem ért célba | kiesett | kiesett | kiesett | kiesett | kiesett  |
| Jeff McVean Vicki Roycroft Rodney Brown George Sanna | lásd fentebb       | Csapat      |           |               |               |               | 44,25   | 11.     | 33,25   | 77,50   | 10.      |

Lovastusa
| Versenyző                                         | Ló                 | Versenyszám | Díjlovaglás | Díjlovaglás | Tereplovaglás | Tereplovaglás | Díjugratás | Díjugratás | Végeredmény | Végeredmény |
| Versenyző                                         | Ló                 | Versenyszám | Bünt.       | Hely.       | Bünt.         | Hely.         | Bünt.      | Hely.      | Bünt.       | Helyezés    |
| ------------------------------------------------- | ------------------ | ----------- | ----------- | ----------- | ------------- | ------------- | ---------- | ---------- | ----------- | ----------- |
| Andrew Hoy                                        | Kiwi               | Egyéni      | 57,00       | 13.         | 32,00         | 9.            | 0,00       | 1.         | 89,00       | 8.          |
| Scott Keach                                       | Trade Commissioner | Egyéni      | 67,60       | 26.         | 104,00        | 28.           | 5,00       | 11.        | 176,60      | 23.         |
| David Green                                       | Shannagh           | Egyéni      | 56,00       | 11.         | 136,00        | 30.           | 0,00       | 1.         | 192,00      | 24.         |
| Barry Roycroft                                    | Last Tango         | Egyéni      | 85,40       | 42.         | 100,40        | 27.           | 10,00      | 22.        | 195,80      | 25.         |
| Andrew Hoy Scott Keach David Green Barry Roycroft | lásd fentebb       | Csapat      | 180,60      | 6.          | 236,40        | 6.            | 5,00       | 1.         | 457,60      | 5.          |

## Műugrás
Férfi
| Versenyző      | Versenyszám        | Selejtező | Selejtező | Döntő   | Döntő    |
| Versenyző      | Versenyszám        | Pont      | Helyezés  | Pont    | Helyezés |
| -------------- | ------------------ | --------- | --------- | ------- | -------- |
| Russell Butler | Egyéni műugrás     | 470,19    | 28.       | kiesett | kiesett  |
| Graeme Banks   | Egyéni műugrás     | 499,41    | 23.       | kiesett | kiesett  |
| Graeme Banks   | Egyéni toronyugrás | 462,87    | 19.       | kiesett | kiesett  |
| Craig Rogerson | Egyéni toronyugrás | 469,47    | 18.       | kiesett | kiesett  |

Női
| Versenyző    | Versenyszám        | Selejtező | Selejtező | Döntő   | Döntő    |
| Versenyző    | Versenyszám        | Pont      | Helyezés  | Pont    | Helyezés |
| ------------ | ------------------ | --------- | --------- | ------- | -------- |
| Jenny Donnet | Egyéni műugrás     | 433,17    | 11.       | 432,81  | 10.      |
| Julie Kent   | Egyéni toronyugrás | 339,96    | 14.       | kiesett | kiesett  |

## Ökölvívás
| Versenyző      | Versenyszám  | Selejtező               | 32-es főtábla                          | Nyolcaddöntő                  | Negyeddöntő             | Elődöntő                 | Döntő                             | Helyezés |
| Versenyző      | Versenyszám  | Ellenfél Eredmény       | Ellenfél Eredmény                      | Ellenfél Eredmény             | Ellenfél Eredmény       | Ellenfél Eredmény        | Ellenfél Eredmény                 | Helyezés |
| -------------- | ------------ | ----------------------- | -------------------------------------- | ----------------------------- | ----------------------- | ------------------------ | --------------------------------- | -------- |
| Marcus Priaulx | Harmatsúly   | erőnyerő                | Phajol Moolsan (THA) · 0:5             | kiesett                       | kiesett                 | kiesett                  | kiesett                           | 17.      |
| Darrell Hiles  | Pehelysúly   | Ali Çelikiz (TUR) · 5:0 | I Dzsehjok (Lee Jae-Hyeok) (KOR) · 0:5 | kiesett                       | kiesett                 | kiesett                  | kiesett                           | 17.      |
| Grahame Cheney | Kisváltósúly | erőnyerő                | Miguel González (PAR) · RSC            | Ike Quartey (GHA) · 5:0       | Todd Foster (USA) · 3:2 | Lars Myrberg (SWE) · 5:0 | Vjacsaszlav Janovszki (URS) · 0:5 |          |
| Darren Obah    | Váltósúly    | erőnyerő                | Abdullah Salim Al-Barwani (OMA) · RSC  | Laurent Boudouani (FRA) · 0:5 | kiesett                 | kiesett                  | kiesett                           | 9.       |

RSC – a mérkőzésvezető megállította a mérkőzést

## Öttusa
| Versenyző   | Versenyszám | Lovaglás | Lovaglás | Lovaglás | Vívás    | Vívás    | Vívás    | Úszás    | Úszás    | Úszás    | Lövészet | Lövészet | Lövészet | Futás    | Futás    | Futás    | Összesen    | Összesen |
| Versenyző   | Versenyszám | Idő      | Pont     | Hely.    | Pontszám | Pont     | Hely.    | Idő      | Pont     | Hely.    | Eredmény | Pont     | Hely.    | Idő      | Pont     | Hely.    | Összes pont | Helyezés |
| ----------- | ----------- | -------- | -------- | -------- | -------- | -------- | -------- | -------- | -------- | -------- | -------- | -------- | -------- | -------- | -------- | -------- | ----------- | -------- |
| Alex Watson | Egyéni      | kizárták | kizárták | kizárták | kizárták | kizárták | kizárták | kizárták | kizárták | kizárták | kizárták | kizárták | kizárták | kizárták | kizárták | kizárták | kizárták    | kizárták |

## Sportlövészet
Férfi
| Versenyző      | Versenyszám           | Selejtező | Selejtező | Döntő   | Döntő    |
| Versenyző      | Versenyszám           | Pont      | Helyezés  | Pont    | Helyezés |
| -------------- | --------------------- | --------- | --------- | ------- | -------- |
| Phil Adams     | Légpisztoly           | 578       | 15.       | kiesett | kiesett  |
| Phil Adams     | Szabadpisztoly        | 555       | 19.       | kiesett | kiesett  |
| Ben Sandstrom  | Légpisztoly           | 568       | 37.       | kiesett | kiesett  |
| Ben Sandstrom  | Szabadpisztoly        | 554       | 23.       | kiesett | kiesett  |
| Wolfgang Jobst | Légpuska              | 574       | 42.       | kiesett | kiesett  |
| Alan Smith     | Sportpuska, fekvő     | 596       | 11.       | kiesett | kiesett  |
| Alan Smith     | Sportpuska, összetett | 1143      | 46.       | kiesett | kiesett  |
| Donald Brook   | Sportpuska, fekvő     | 590       | 41.       | kiesett | kiesett  |
| Donald Brook   | Sportpuska, összetett | 1154      | 40.       | kiesett | kiesett  |
| Bryan Wilson   | Futócéllövészet       | 573       | 22.       | kiesett | kiesett  |

Női
| Versenyző    | Versenyszám           | Selejtező | Selejtező | Döntő   | Döntő    |
| Versenyző    | Versenyszám           | Pont      | Helyezés  | Pont    | Helyezés |
| ------------ | --------------------- | --------- | --------- | ------- | -------- |
| Val Winter   | Légpisztoly           | 373       | 25.       | kiesett | kiesett  |
| Val Winter   | Sportpisztoly         | 573       | 30.       | kiesett | kiesett  |
| Alison Feast | Légpuska              | 387       | 22.       | kiesett | kiesett  |
| Alison Feast | Sportpuska, összetett | 570       | 28.       | kiesett | kiesett  |

Nyílt
| Versenyző    | Versenyszám | Selejtező | Selejtező | Döntő   | Döntő    |
| Versenyző    | Versenyszám | Pont      | Helyezés  | Pont    | Helyezés |
| ------------ | ----------- | --------- | --------- | ------- | -------- |
| Russell Mark | Trap        | 191       | 15.       | kiesett | kiesett  |
| John Maxwell | Trap        | 189       | 22.       | kiesett | kiesett  |
| Domingo Diaz | Trap        | 139       | 37.       | kiesett | kiesett  |
| Ian Hale     | Skeet       | 140       | 44.       | kiesett | kiesett  |

## Súlyemelés
| Versenyző          | Versenyszám | Szakítás | Szakítás | Lökés    | Lökés    | Összesen | Helyezés |
| Versenyző          | Versenyszám | Eredmény | Helyezés | Eredmény | Helyezés | Összesen | Helyezés |
| ------------------ | ----------- | -------- | -------- | -------- | -------- | -------- | -------- |
| Gregory Hayman     | 52 kg       | 92,5     | 18.      | 115,0    | 17.      | 207,5    | 18.      |
| Ron Laycock        | 75 kg       | 135,0    | 20.      | 175,0    | 12.      | 310,0    | 17.      |
| Paul Harrison      | 75 kg       | 137,5    | 16.      | 170,0    | 18.      | 307,5    | 19.      |
| Charles Garzarella | +110 kg     | 162,5    | 8.       | 207,5    | 7.       | 370,0    | 7.       |

## Szinkronúszás
| Versenyző                   | Versenyszám | Selejtező           | Selejtező           | Selejtező       | Selejtező  | Selejtező  | Döntő           | Döntő      | Döntő      |
| Versenyző                   | Versenyszám | Technikai gyakorlat | Technikai gyakorlat | Zenés gyakorlat | Összesítés | Összesítés | Zenés gyakorlat | Összesítés | Összesítés |
| Versenyző                   | Versenyszám | Pont                | Hely.               | Pont            | Pont       | Hely.      | Pont            | Pont       | Helyezés   |
| --------------------------- | ----------- | ------------------- | ------------------- | --------------- | ---------- | ---------- | --------------- | ---------- | ---------- |
| Lisa Lieschke               | Egyéni      | 80,433              | 36.*                | 85,20           | 165,633    | 16.        | kiesett         | kiesett    | kiesett    |
| Semon Rohloff               | Egyéni      | 78,850              | 40.                 | kiesett         | kiesett    | kiesett    | kiesett         | kiesett    | kiesett    |
| Lisa Lieschke Semon Rohloff | Páros       | 79,642              | 13.                 | 86,40           | 166,042    | 13.        | kiesett         | kiesett    | kiesett    |

* - egy másik versenyzővel azonos eredményt ért el

## Tenisz
Férfi
| Versenyző                     | Versenyszám | 64-es főtábla                               | 32-es főtábla                                                                            | Nyolcaddöntő                                                              | Negyeddöntő                                                      | Elődöntő          | Döntő             | Helyezés |
| Versenyző                     | Versenyszám | Ellenfél Eredmény                           | Ellenfél Eredmény                                                                        | Ellenfél Eredmény                                                         | Ellenfél Eredmény                                                | Ellenfél Eredmény | Ellenfél Eredmény | Helyezés |
| ----------------------------- | ----------- | ------------------------------------------- | ---------------------------------------------------------------------------------------- | ------------------------------------------------------------------------- | ---------------------------------------------------------------- | ----------------- | ----------------- | -------- |
| Darren Cahill                 | Egyes       | Alex Antonitsch (AUT) · 6–2, 6–4, 6–7, 6–2  | Robert Seguso (USA) · 3–6, 6–7, 7–6, 2–6                                                 | kiesett                                                                   | kiesett                                                          | kiesett           | kiesett           | 17.      |
| Wally Masur                   | Egyes       | Luiz Mattar (BRA) · 6–4, 6–4, 4–6, 6–7, 6–4 | Carl-Uwe Steeb (FRG) · 3–6, 7–5, 3–6, 6–1, 5–7                                           | kiesett                                                                   | kiesett                                                          | kiesett           | kiesett           | 17.      |
| John Fitzgerald               | Egyes       | Grant Connell (CAN) · 4–6, 6–4, 2–6, 2–6    | kiesett                                                                                  | kiesett                                                                   | kiesett                                                          | kiesett           | kiesett           | 33.      |
| Darren Cahill John Fitzgerald | Páros       |                                             | Görögország (GRE) · Jeórjiosz Kalovelónisz · Anasztásziosz Bavélasz · 6–2, 4–6, 6–1, 6–1 | Új-Zéland (NZL) · Kelly Evernden · Bruce Derlin · 6–7, 6–4, 6–2, 3–6, 6–1 | Svédország (SWE) · Stefan Edberg · Anders Järryd · 3–6, 4–6, 3–6 | kiesett           | kiesett           | 5.       |

Női
| Versenyző                 | Versenyszám | 64-es főtábla                            | 32-es főtábla                          | Nyolcaddöntő                                                        | Negyeddöntő                                                                | Elődöntő                                                        | Döntő             | Helyezés |
| Versenyző                 | Versenyszám | Ellenfél Eredmény                        | Ellenfél Eredmény                      | Ellenfél Eredmény                                                   | Ellenfél Eredmény                                                          | Ellenfél Eredmény                                               | Ellenfél Eredmény | Helyezés |
| ------------------------- | ----------- | ---------------------------------------- | -------------------------------------- | ------------------------------------------------------------------- | -------------------------------------------------------------------------- | --------------------------------------------------------------- | ----------------- | -------- |
| Anne Minter               | Egyes       | Xóchitl Escobedo (MEX) · 6–1, 6–3        | Natallja Zverava (URS) · 4–6, 6–3, 1–6 | kiesett                                                             | kiesett                                                                    | kiesett                                                         | kiesett           | 17.      |
| Wendy Turnbull            | Egyes       | Clare Wood (GBR) · 6–1, 6–3              | Tine Scheuer-Larsen (DEN) · 4–6, 3–6   | kiesett                                                             | kiesett                                                                    | kiesett                                                         | kiesett           | 17.      |
| Liz Smylie                | Egyes       | Raffaella Reggi-Concato (ITA) · 6–7, 0–6 | kiesett                                | kiesett                                                             | kiesett                                                                    | kiesett                                                         | kiesett           | 33.      |
| Liz Smylie Wendy Turnbull | Páros       |                                          |                                        | Bulgária (BUL) · Manuela Maleeva · Katerina Maleeva · 6–2, 3–6, 6–0 | Szovjetunió (URS) · Larisa Savčenko-Neilande · Natallja Zverava · 6–3, 6–2 | Egyesült Államok (USA) · Pam Shriver · Zina Garrison · 6–7, 4–6 |                   |          |

## Torna
Férfi
| Versenyző        | Versenyszám      | Selejtező | Selejtező | Döntő    | Döntő    |
| Versenyző        | Versenyszám      | Pontszám  | Helyezés  | Pontszám | Helyezés |
| ---------------- | ---------------- | --------- | --------- | -------- | -------- |
| Kenneth Meredith | Talaj            | 19,05     | 64.       | kiesett  | kiesett  |
| Kenneth Meredith | Ugrás            | 18,90     | 67.       | kiesett  | kiesett  |
| Kenneth Meredith | Korlát           | 18,75     | 80.       | kiesett  | kiesett  |
| Kenneth Meredith | Nyújtó           | 17,90     | 84.       | kiesett  | kiesett  |
| Kenneth Meredith | Gyűrű            | 18,80     | 73.       | kiesett  | kiesett  |
| Kenneth Meredith | Lólengés         | 18,70     | 74.       | kiesett  | kiesett  |
| Kenneth Meredith | Egyéni összetett | 112,10    | 80.       | kiesett  | kiesett  |

Női
| Versenyző      | Versenyszám      | Selejtező | Selejtező | Döntő    | Döntő    |
| Versenyző      | Versenyszám      | Pontszám  | Helyezés  | Pontszám | Helyezés |
| -------------- | ---------------- | --------- | --------- | -------- | -------- |
| Monique Allen  | Talaj            | 19,075    | 52.       | kiesett  | kiesett  |
| Monique Allen  | Ugrás            | 19,100    | 51.       | kiesett  | kiesett  |
| Monique Allen  | Felemás korlát   | 18,750    | 77.       | kiesett  | kiesett  |
| Monique Allen  | Gerenda          | 18,975    | 55.       | kiesett  | kiesett  |
| Monique Allen  | Egyéni összetett | 75,900    | 65.       | kiesett  | kiesett  |
| Leanne Rycroft | Talaj            | 18,700    | 79.       | kiesett  | kiesett  |
| Leanne Rycroft | Ugrás            | 18,725    | 79.       | kiesett  | kiesett  |
| Leanne Rycroft | Felemás korlát   | 19,175    | 55.       | kiesett  | kiesett  |
| Leanne Rycroft | Gerenda          | 18,750    | 70.       | kiesett  | kiesett  |
| Leanne Rycroft | Egyéni összetett | 75,350    | 75.       | kiesett  | kiesett  |

## Úszás
Férfi
| Versenyző                                                              | Versenyszám            | Előfutam | Előfutam | Előfutam | Döntő   | Döntő   | Döntő   | Helyezés |
| Versenyző                                                              | Versenyszám            | Idő      | Hely.    | Össz.    | Típus   | Idő     | Hely.   | Helyezés |
| ---------------------------------------------------------------------- | ---------------------- | -------- | -------- | -------- | ------- | ------- | ------- | -------- |
| Andrew Baildon                                                         | 50 m gyors             | 22,99    | 2.       | 7.       | A       | 23,15   | 8.      | 8.       |
| Andrew Baildon                                                         | 100 m gyors            | 50,34    | 3.       | 7.       | A       | 50,23   | 6.      | 6.       |
| Tom Stachewicz                                                         | 50 m gyors             | 23,72    | 3.       | 27.      | kiesett | kiesett | kiesett | kiesett  |
| Tom Stachewicz                                                         | 100 m gyors            | 50,90    | 6.       | 16.      | B       | 50,71   | 1.      | 9.       |
| Tom Stachewicz                                                         | 200 m gyors            | 1:51,02  | 6.       | 15.      | B       | 1:50,83 | 3.      | 11.      |
| Duncan Armstrong                                                       | 200 m gyors            | 1:48,86  | 2.       | 4.       | A       | 1:47,25 | 1.      |          |
| Duncan Armstrong                                                       | 400 m gyors            | 3:50,64  | 3.       | 7.       | A       | 3:47,15 | 2.      |          |
| Ian Brown                                                              | 400 m gyors            | 3:51,09  | 4.       | 9.       | B       | 3:54,63 | 5.      | 13.      |
| Michael McKenzie                                                       | 1500 m gyors           | 15:19,36 | 5.       | 11.      | kiesett | kiesett | kiesett | kiesett  |
| Jason Plummer                                                          | 1500 m gyors           | 15:22,85 | 5.       | 14.      | kiesett | kiesett | kiesett | kiesett  |
| Carl Wilson                                                            | 100 m hát              | 58,40    | 7.       | 27.      | kiesett | kiesett | kiesett | kiesett  |
| Simon Upton                                                            | 100 m hát              | 59,06    | 8.       | 32.      | kiesett | kiesett | kiesett | kiesett  |
| Simon Upton                                                            | 200 m hát              | 2:05,08  | 7.       | 22.*     | kiesett | kiesett | kiesett | kiesett  |
| Ian McAdam                                                             | 100 m mell             | 1:04,56  | 3.*      | 22.*     | kiesett | kiesett | kiesett | kiesett  |
| Ian McAdam                                                             | 200 m mell             | 2:19,68  | 7.       | 21.      | kiesett | kiesett | kiesett | kiesett  |
| Jon Sieben                                                             | 100 m pillangó         | 53,85    | 3.       | 5.       | A       | 53,33   | 4.      | 4.       |
| David Wilson                                                           | 100 m pillangó         | 55,54    | 1.       | 20.      | kiesett | kiesett | kiesett | kiesett  |
| David Wilson                                                           | 200 m pillangó         | 1:59,02  | 1.       | 3.       | A       | 1:59,20 | 6.      | 6.       |
| Martin Roberts                                                         | 200 m pillangó         | 2:00,32  | 4.       | 9.       | B       | 2:04,28 | 8.      | 16.      |
| Robert Bruce                                                           | 200 m vegyes           | 2:04,31  | 1.       | 8.       | A       | 2:04,34 | 6.      | 6.       |
| Robert Bruce                                                           | 400 m vegyes           | 4:25,15  | 4.       | 12.      | B       | 4:24,33 | 3.      | 11.      |
| Rob Woodhouse                                                          | 200 m vegyes           | 2:05,87  | 5.       | 17.      | kiesett | kiesett | kiesett | kiesett  |
| Rob Woodhouse                                                          | 400 m vegyes           | 4:25,60  | 6.       | 14.      | B       | 4:26,14 | 6.      | 14.      |
| Tom Stachewicz Ian Brown Jason Plummer Duncan Armstrong Martin Roberts | 4 × 200 m gyorsváltó   | 7:21,46  | 3.       | 4.       | A       | 7:15,23 | 4.      | 4.       |
| Carl Wilson Ian McAdam Jon Sieben Andrew Baildon                       | 4 × 100 m vegyes váltó | 3:47,40  | 3.       | 8.       | A       | 3:45,85 | 6.      | 6.       |

Női
| Versenyző                                                                    | Versenyszám            | Előfutam                                                                    | Előfutam | Előfutam | Döntő   | Döntő   | Döntő   | Helyezés |
| Versenyző                                                                    | Versenyszám            | Idő                                                                         | Hely.    | Össz.    | Típus   | Idő     | Hely.   | Helyezés |
| ---------------------------------------------------------------------------- | ---------------------- | --------------------------------------------------------------------------- | -------- | -------- | ------- | ------- | ------- | -------- |
| Karen Van Wirdum                                                             | 50 m gyors             | 26,12                                                                       | 4.       | 8.       | A       | 26,01   | 8.      | 8.       |
| Karen Van Wirdum                                                             | 100 m gyors            | 56,84                                                                       | 3.       | 12.      | B       | 57,04   | 6.      | 14.      |
| Susie Baumer                                                                 | 100 m gyors            | 57,76                                                                       | 1.       | 22.      | kiesett | kiesett | kiesett | kiesett  |
| Susie Baumer                                                                 | 200 m gyors            | 2:04,82                                                                     | 8.       | 26.      | kiesett | kiesett | kiesett | kiesett  |
| Sheridan Burge-Lopez                                                         | 200 m gyors            | 2:03,42                                                                     | 7.       | 20.      | kiesett | kiesett | kiesett | kiesett  |
| Sheridan Burge-Lopez                                                         | 400 m gyors            | 4:12,77                                                                     | 3.       | 10.      | B       | 4:10,21 | 1.      | 9.       |
| Janelle Elford                                                               | 400 m gyors            | 4:11,07                                                                     | 2.       | 4.       | A       | 4:10,64 | 5.      | 5.       |
| Janelle Elford                                                               | 800 m gyors            | 8:32,14                                                                     | 2.       | 6.       | A       | 8:30,94 | 6.      | 6.       |
| Julie M. McDonald                                                            | 800 m gyors            | 8:29,68                                                                     | 1.       | 3.       | A       | 8:22,93 | 3.      |          |
| Karen Lord                                                                   | 100 m hát              | 1:04,69 1. szétúszás: 1:05,05 – holtverseny 2. szétúszás: 1:04,75 – 2. hely | 6.       | 17.      | kiesett | kiesett | kiesett | kiesett  |
| Karen Lord                                                                   | 200 m hát              | 2:16,94                                                                     | 4.       | 9.       | B       | 2:18,78 | 6.*     | 14.*     |
| Nicole Livingstone-Stevenson                                                 | 100 m hát              | 1:03,26                                                                     | 3.       | 7.       | A       | 1:04,15 | 7.      | 7.       |
| Nicole Livingstone-Stevenson                                                 | 200 m hát              | 2:14,81                                                                     | 3.       | 6.       | A       | 2:13,43 | 5.      | 5.       |
| Lara Hooiveld                                                                | 100 m mell             | 1:11,40                                                                     | 6.       | 15.      | B       | 1:11,26 | 7.      | 15.      |
| Lara Hooiveld                                                                | 200 m mell             | 2:39,97                                                                     | 5.       | 30.      | kiesett | kiesett | kiesett | kiesett  |
| Fiona Alessandri                                                             | 100 m pillangó         | 1:01,90                                                                     | 5.       | 10.      | B       | 1:02,51 | 5.      | 13.      |
| Donna Procter                                                                | 200 m pillangó         | 2:18,17                                                                     | 8.       | 17.      | kiesett | kiesett | kiesett | kiesett  |
| Donna Procter                                                                | 200 m vegyes           | 2:21,79                                                                     | 1.       | 19.      | kiesett | kiesett | kiesett | kiesett  |
| Donna Procter                                                                | 400 m vegyes           | 4:47,57                                                                     | 1.       | 7.       | A       | 4:47,51 | 8.      | 8.       |
| Jodie Clatworthy                                                             | 200 m vegyes           | 2:17,29                                                                     | 2.       | 6.       | A       | 2:16,31 | 4.      | 4.       |
| Jodie Clatworthy                                                             | 400 m vegyes           | 4:44,26                                                                     | 3.       | 4.       | A       | 4:45,86 | 6.      | 6.       |
| Nicole Livingstone-Stevenson Lara Hooiveld Fiona Alessandri Karen Van Wirdum | 4 × 100 m vegyes váltó | 4:14,32                                                                     | 1.       | 6.       | A       | 4:11,57 | 4.      | 4.       |

## Vitorlázás
Férfi
| Versenyző      | Versenyszám | Futam | Futam | Futam | Futam  | Futam | Futam    | Futam | Pontszám | Helyezés |
| Versenyző      | Versenyszám | 1     | 2     | 3     | 4      | 5     | 6        | 7     | Pontszám | Helyezés |
| -------------- | ----------- | ----- | ----- | ----- | ------ | ----- | -------- | ----- | -------- | -------- |
| Chris Lawrence | Divízió II  | 20,0  | 8,0   | 15,0  | (23,0) | 14,4* | 10,0     | 19,0  | 86,4     | 10.      |
| Chris Pratt    | Finn dingi  | 20,0  | 8,0   | 20,0  | 15,0   | 21,0  | (40,0**) | 15,0  | 99,0     | 12.      |

* - bírók által adott pontszám

** - kizárták (korai rajt)
Női
| Versenyző                                 | Versenyszám    | Futam | Futam  | Futam | Futam | Futam | Futam | Futam | Pontszám | Helyezés |
| Versenyző                                 | Versenyszám    | 1     | 2      | 3     | 4     | 5     | 6     | 7     | Pontszám | Helyezés |
| ----------------------------------------- | -------------- | ----- | ------ | ----- | ----- | ----- | ----- | ----- | -------- | -------- |
| Karyn Davis-Gojnich Nicky Green-Bethwaite | 470-es osztály | 3,0   | (20,0) | 20,0  | 16,0  | 3,0   | 15,0  | 0,0   | 57,0     | 6.       |

Nyílt
| Versenyző                           | Versenyszám     | Futam  | Futam | Futam  | Futam | Futam | Futam  | Futam  | Pontszám | Helyezés |
| Versenyző                           | Versenyszám     | 1      | 2     | 3      | 4     | 5     | 6      | 7      | Pontszám | Helyezés |
| ----------------------------------- | --------------- | ------ | ----- | ------ | ----- | ----- | ------ | ------ | -------- | -------- |
| Colin Beashel Gregory Torpy         | Csillaghajó     | 8,0    | 14,0  | (19,0) | 11,7  | 18,0  | 11,7   | 3,0    | 66,4     | 7.       |
| Bradley Schafferius Roger Colman    | Tornádó         | 13,0   | 19,0  | 13,0   | 16,0  | 19,0  | 17,0   | (30,0) | 97,0     | 11.      |
| Glenn Read Matthew Percy Bob Wilmot | Soling          | 16,0   | 10,0  | 21,0   | 19,0  | 18,0  | (22,0) | 14,0   | 98,0     | 14.      |
| David Connor Gary Smith             | Repülő hollandi | (27,0) | 19,0  | 14,0   | 22,0  | 8,0   | 24,0   | 21,0   | 108,0    | 17.      |

## Vívás
Férfi
| Versenyző       | Versenyszám       | Selejtező | Selejtező | Selejtező | Selejtező | Selejtező         | Selejtező | Főtábla           | Főtábla           | Főtábla           | Vigaszág          | Vigaszág          | Vigaszág          | Vigaszág          | Negyeddöntő       | Elődöntő          | Döntő             | Helyezés |
| Versenyző       | Versenyszám       | 1. kör | 1. kör    | 2. kör | 2. kör    | 3. kör            | 3. kör    | 1. kör            | 2. kör            | 3. kör            | 1. kör            | 2. kör            | 3. kör            | 4. kör            | Negyeddöntő       | Elődöntő          | Döntő             | Helyezés |
| Versenyző       | Versenyszám       | Ellenfél Eredmény | Hely.     | Ellenfél Eredmény | Hely.     | Ellenfél Eredmény | Hely.     | Ellenfél Eredmény | Ellenfél Eredmény | Ellenfél Eredmény | Ellenfél Eredmény | Ellenfél Eredmény | Ellenfél Eredmény | Ellenfél Eredmény | Ellenfél Eredmény | Ellenfél Eredmény | Ellenfél Eredmény | Helyezés |
| --------------- | ----------------- | --- | --------- | --- | --------- | ----------------- | --------- | ----------------- | ----------------- | ----------------- | ----------------- | ----------------- | ----------------- | ----------------- | ----------------- | ----------------- | ----------------- | -------- |
| Robert Davidson | Tőr, egyéni       | 6. csoport · Austin Thomas (ARU) · 5–3 · Choy Kam Shing (HKG) · 5–4 · Joachim Wendt (AUT) · 5–3 · Liu Jün-hung (Liu Yunhong) (CHN) · 4–5 · Bogusław Zych (POL) · 2–5 | 4.        | 4. csoport · Thierry Soumagne (BEL) · 5–3 · Aris Enkelmann (GDR) · 1–5 · Patrick Groc (FRA) · 2–5 · Matthias Gey (FRG) · 2–5 · Stefano Cerioni (ITA) · 1–5 | 6.        | kiesett           | kiesett   | kiesett           | kiesett           | kiesett           | kiesett           | kiesett           | kiesett           | kiesett           | kiesett           | kiesett           | kiesett           | 44.      |
| Robert Davidson | Párbajtőr, egyéni | 4. csoport · Vang Szan-caj (Wang San-Tsai) (TPE) · 5–2 · Antônio Machado (BRA) · 5–3 · Andrej Suvalov (URS) · 2–5 · Otto Drakenberg (SWE) · 2–5                      | 4.        | 7. csoport · Joaquin Pinto (COL) · 4–5 · I Szanggi (Lee Sang-gi) (KOR) · 4–5 · Pásztor Szabolcs (HUN) · 4–5 · Éric Srecki (FRA) · 0–5                      | 5.        | kiesett           | kiesett   | kiesett           | kiesett           | kiesett           | kiesett           | kiesett           | kiesett           | kiesett           | kiesett           | kiesett           | kiesett           | 54.      |

Női
| Versenyző      | Versenyszám | Selejtező | Selejtező | Selejtező         | Selejtező | Selejtező         | Selejtező | Főtábla           | Főtábla           | Vigaszág          | Vigaszág          | Negyeddöntő       | Elődöntő          | Döntő             | Helyezés |
| Versenyző      | Versenyszám | 1. kör | 1. kör    | 2. kör            | 2. kör    | 3. kör            | 3. kör    | 1. kör            | 2. kör            | 1. kör            | 2. kör            | Negyeddöntő       | Elődöntő          | Döntő             | Helyezés |
| Versenyző      | Versenyszám | Ellenfél Eredmény | Hely.     | Ellenfél Eredmény | Hely.     | Ellenfél Eredmény | Hely.     | Ellenfél Eredmény | Ellenfél Eredmény | Ellenfél Eredmény | Ellenfél Eredmény | Ellenfél Eredmény | Ellenfél Eredmény | Ellenfél Eredmény | Helyezés |
| -------------- | ----------- | --- | --------- | ----------------- | --------- | ----------------- | --------- | ----------------- | ----------------- | ----------------- | ----------------- | ----------------- | ----------------- | ----------------- | -------- |
| Andrea Chaplin | Tőr, egyéni | 2. csoport · Linda Ann Martin (GBR) · 2–5 · Sharon Monplaisir (USA) · 1–5 · Jánosi Zsuzsa (HUN) · 1–5 · Laurence Modaine-Cessac (FRA) · 4–5 | 5.        | kiesett           | kiesett   | kiesett           | kiesett   | kiesett           | kiesett           | kiesett           | kiesett           | kiesett           | kiesett           | kiesett           | 42.      |

## Vízilabda
| Ausztrál férfi vízilabdacsapat-játékoskeret                                                                                   | Ausztrál férfi vízilabdacsapat-játékoskeret                                               |
| --- | ----------------------------------------------------------------------------------------- |
| - Glenn Townsend - Richard Pengelley - Christopher Harrison - Troy Stockwell - Andrew Wightman - Andrew Kerr - Raymond Mayers | - Geoffrey Clark - John Fox - Chris Wybrow - Simon Asher - Andrew Taylor - Donald Cameron |

### Eredmények
Csoportkör
A csoport
| Csapat              | M | Gy | D | V | G+ | G– | Gk  | P  |
| ------------------- | - | -- | - | - | -- | -- | --- | -- |
| NSZK (FRG)          | 5 | 5  | 0 | 0 | 60 | 37 | +23 | 10 |
| Szovjetunió (URS)   | 5 | 3  | 1 | 1 | 63 | 30 | +33 | 7  |
| Olaszország (ITA)   | 5 | 3  | 1 | 1 | 48 | 33 | +15 | 7  |
| Ausztrália (AUS)    | 5 | 2  | 0 | 3 | 40 | 39 | +1  | 4  |
| Franciaország (FRA) | 5 | 1  | 0 | 4 | 43 | 54 | –11 | 2  |
| Dél-Korea (KOR)     | 5 | 0  | 0 | 5 | 14 | 75 | –61 | 0  |

| 1988. szeptember 21. 16:30 | Ausztrália (AUS)     | 11–13 | NSZK (FRG) |  |
| 1988. szeptember 21. 16:30 | (4–4, 1–2, 3–3, 3–4) |       |            |  |
| 1988. szeptember 21. 16:30 |                      |       |            |  |

| 1988. szeptember 22. 16:30 | Ausztrália (AUS)     | 4–11 | Szovjetunió (URS) |  |
| 1988. szeptember 22. 16:30 | (3–3, 0–1, 0–2, 1–5) |      |                   |  |
| 1988. szeptember 22. 16:30 |                      |      |                   |  |

| 1988. szeptember 23. 15:15 | Ausztrália (AUS)     | 5–7 | Olaszország (ITA) |  |
| 1988. szeptember 23. 15:15 | (1–1, 0–3, 2–2, 2–1) |     |                   |  |
| 1988. szeptember 23. 15:15 |                      |     |                   |  |

| 1988. szeptember 26. 11:30 | Ausztrália (AUS)     | 7–6 | Franciaország (FRA) |  |
| 1988. szeptember 26. 11:30 | (3–1, 1–1, 2–0, 1–4) |     |                     |  |
| 1988. szeptember 26. 11:30 |                      |     |                     |  |

| 1988. szeptember 27. 10:15 | Ausztrália (AUS)     | 13–2 | Dél-Korea (KOR) |  |
| 1988. szeptember 27. 10:15 | (3–0, 2–0, 3–1, 5–1) |      |                 |  |
| 1988. szeptember 27. 10:15 |                      |      |                 |  |

Az 5–8. helyért
D csoport
| Csapat              | M | Gy | D | V | G+ | G– | Gk | P |
| ------------------- | - | -- | - | - | -- | -- | -- | - |
| Magyarország (HUN)  | 3 | 1  | 2 | 0 | 28 | 20 | +8 | 4 |
| Spanyolország (ESP) | 3 | 1  | 1 | 1 | 24 | 23 | +1 | 3 |
| Olaszország (ITA)   | 3 | 1  | 1 | 1 | 25 | 25 | 0  | 3 |
| Ausztrália (AUS)    | 3 | 1  | 0 | 2 | 18 | 27 | –9 | 2 |

| 1988. szeptember 30. 14:00 | Ausztrália (AUS)     | 8–7 | Spanyolország (ESP) |  |
| 1988. szeptember 30. 14:00 | (2–0, 1–3, 3–0, 2–4) |     |                     |  |
| 1988. szeptember 30. 14:00 |                      |     |                     |  |

| 1988. október 1. 11:30 | Ausztrália (AUS)     | 5–13 | Magyarország (HUN) |  |
| 1988. október 1. 11:30 | (2–2, 1–3, 1–3, 1–5) |      |                    |  |
| 1988. október 1. 11:30 |                      |      |                    |  |

| Csapat           | Helyezés |
| ---------------- | -------- |
| Ausztrália (AUS) | 8.       |